# 孙国相
孙国相（1965年2月—），男，汉族，辽宁东港人，中华人民共和国政治人物。东北财经大学统计学毕业，在职研究生学历。1985年参加工作，同年加入中国共产党。

## 仕途
曾任共青团丹东市委副书记、青联主席，共青团辽宁省委副书记。1996年5月，任辽宁省青联副主席。2002年11月，任共青团辽宁省委书记、省青联副主席。2003年3月，任共青团辽宁省委书记、省青联主席。
2008年2月，当选为第十一届全国人民代表大会辽宁地区代表。2009年1月，当选为盘锦市人民政府市长（2008年2月起任代市长）。2010年8月，升任中共盘锦市委书记。2016年9月至2018年10月，担任中共鞍山市委书记。2018年1月31日，当选为辽宁省人大常委会副主任。

## 落马
2022年6月2日，因涉嫌严重违纪违法，接受中央纪委国家监委纪律审查和监察调查。
2022年8月30日，中央纪委国家监委给予其开除党籍、开除公职处分；终止其党的十九大代表、辽宁省第十三次党代会代表资格，免去其第十三届辽宁省委委员职务；收缴其违纪违法所得；将其涉嫌犯罪问题移送检察机关依法审查起诉，所涉财物一并移送。
2022年9月7日，最高人民检察院以涉嫌受贿罪对孙国相作出逮捕决定。